# 葉曼熱林斯克
54°45′N 61°18′E / 54.750°N 61.300°E
葉曼熱林斯克（俄语：Еманжели́нск）是俄羅斯車里雅賓斯克州中部的一個城市，位於車里雅賓斯克以南50公里。2002年人口30,202人。
1770年由哥薩克人建立。1951年9月25日設市。